# Kenjivideos
Kenjivideo (também chamado Keikovideo e Mamanivideo) é um escândalo político que ocorreu no Peru em 2018 após a divulgação de uma coletânea de vídeos produzidos pelo congressista Moisés Mamani do partido Fuerza Popular, liderado por Keiko Fujimori, onde observa-se os congressistas Kenji Fujimori,  Bienvenido Ramírez, Guillermo Bocángel, o assessor Alexei Toledo e, separadamente, o advogado Alberto Borea e o policial Fredy Guido Aragón Valdéz em locais não identificados. Os principais vídeos mostram como o grupo de Kenji Fujimori - líder de um bloco dissidente do partido fujimorista Fuerza Popular - dava a oportunidade ao congressista Moises Mamani, do departamento de Puno, de que seus projetos teriam acesso privilegiado ao poder executivo em troca de um voto "contra" no segundo processo de impeachment de Pedro Pablo Kuczynski. O termo keikovideo foi usado em analogia aos Vladivideos, uma série de vídeos em que Vladimiro Montesinos, conselheiro presidencial do ex-presidente Alberto Fujimori, filmava os funcionários que ele corrompia. Esse escândalo resultou na renúncia de Pedro Pablo Kuczynski.